# Stazione di Nō
La stazione di Nō (能生駅?, Nō-eki) è una stazione ferroviaria della città di Itoigawa della prefettura di Niigata, in Giappone.

## Linee
JR West
■ Linea principale Hokuriku

## Struttura
La stazione è costituita da un due marciapiedi a isola su viadotto, con quattro binari passanti. I servizi di stazione si trovano sotto, al piano terra, con una sala d'attesa e biglietteria presenziata, aperta dalle 7 alle 17:50 (chiusa in pausa pranzo).
| 1-2 | ■ Linea principale Hokuriku | per Naoetsu                     |
| 3-4 | ■ Linea principale Hokuriku | per Itoigawa, Toyama e Kanazawa |

## Stazioni adiacenti
| 《                        | Servizio                  | 》                        |
| Linea principale Hokuriku | Linea principale Hokuriku | Linea principale Hokuriku |
| ------------------------- | ------------------------- | ------------------------- |
| Uramoto                   | -                         | Tsutsuishi                |